# Rotkopfpapagei
Der Rotkopfpapagei (Geoffroyus geoffroyi) ist eine von den Molukken über die Kleinen Sunda-Inseln und Neuguinea bis zur Cape York Peninsula in Australien verbreitete Papageienart. Gemeinsam mit dem Bismarck- (Geoffroyus heteroclitus) und dem Blauhalspapagei (Geoffroyus simplex) gehört diese Art zu den Buntkopfpapageien.
Rotkopfpapageien sind mittelgroße, untersetzte Papageien mit einem kurzen, quadratischen Schwanz. Der Schnabel ist groß und ausladend. Die Wachshaut ist unauffällig und teilweise befiedert. Wie bei allen Buntkopfpapageien ist der Geschlechtsdimorphismus sehr ausgeprägt. Sie sind Vögel der oberen Wipfelregionen und suchen nur sehr selten den Boden auf.
Ihr Vorkommen in Australien war bis zu Beginn des 20. Jahrhunderts unbekannt. Die Art wurde dort erst 1913 von dem englischen Forscher William McLennan entdeckt. Er steht in Australien gesetzlich unter Schutz. Sie werden nahezu nie in menschlicher Obhut gepflegt. Lediglich in einigen Dörfern auf Neuguinea sind gelegentlich von Hand aufgezogene Nestlinge als Haustier anzutreffen. Die wenigen Haltungserfahrungen mit dieser Art weisen aber darauf hin, dass es sich bei Rotkopfpapageien um sehr heikle und kälteempfindliche Arten handelt.

## Erscheinungsbild
Rotkopfpapageien erreichen eine Körpergröße von 22 Zentimeter und wiegen zwischen 130 und 180 Gramm.  Es werden eine sehr große Zahl von Unterarten unterschieden.
Die Männchen der Nominatform haben ein grünes Gefieder. Dieses ist auf der Körperunterseite etwas blasser und auf den Flanken sowie dem Bauch bläulich überhaucht. Auffällig ist die leuchtend rote Gesichtsmaske. Stirn, Zügel, Ohrdecken, die Wangen sowie die Kehle sind rosarot. Der Scheitel bis Nacken ist dagegen bläulich violett. Die Unterflügeldecken sind leuchtend blau. Die Unterschwanzdecken und die Unterseiten des Schwanzes sind gelblich grün. Die Oberseite des Schwanzes ist dagegen kräftig grün. Der Unterschnabel ist gräulich braun. Der Oberschnabel dagegen korallenrot und hellt zur Spitze hin zu einem matten Gelb auf. Die Iris ist gelblich weiß.
Die Weibchen haben eine von den Männchen abweichende Kopffärbung. Bei der Nominatform ist bei den Weibchen die Kehle sowie die Wangen olivbraun gefärbt. Der Scheitel bis zum Nacken ist dagegen rotbraun. Der gesamte Schnabel ist gräulich braun.
Jungvögel haben noch einen grünlich gefärbten Scheitel und Nacken. Die Zügel sind dunkeloliv. Der Schnabel ist bei sehr jungen Vögeln zunächst gelblich und färbt sich dann rasch in ein gräuliches Braun um. Die Iris ist bei Jungvögeln dunkelbraun.
Der Flug der Rotkopfpapageien ist kraftvoll. Sowohl längere als auch kürzere Distanzen werden hoch über dem Regenwalddach überwunden. Die Flügelschläge sind schnell, flach und geradlinig. Es fehlen Gleitphasen. Während des Fluges ist der metallische Kontaktruf äänk ... äänk ... äänk zu hören.

## Lebensraum und Verhalten
Rotkopfpapageien leben in Regenwäldern sowie dichten Galeriewäldern entlang von Wasserläufen und Mangroven. In der offenen Baumsavannen sind sie nur dort zu sehen, wo Regenwald unmittelbar angrenzt.
Rotkopfpapageien sind tagaktive Vögel. Sie sind meist paarweise oder in kleinen Trupps umher. In früchtetragenden Bäumen mit ihren bevorzugten Nahrungsressource können sich jedoch mitunter eine größere Anzahl von Rotkopfpapageien einfinden. Sie sind auf Grund ihrer Gefiederfärbung in den Baumkronen nur schwer auszumachen. Sie fallen aber durch ihre lauten Rufe auf.
Rotkopfpapageien fressen Samen, Nüsse, Früchte, Beeren, Blüten, Blüten- und Blattknospen, junge Blätter sowie wahrscheinlich auch Insekten und deren Larven. Sie suchen nach Nahrung ausschließlich in den Baumkronen.
Über die Fortpflanzung der Rotkopfpapageien ist nur wenig bekannt. In Australien fällt die Fortpflanzungszeit der Rotkopfpapageien in den Zeitraum August bis Dezember. Sie sind Höhlenbrüter, die in einem abgestorbenen Baumstumpf oder im abgestorbenen Ast eines noch lebenden Baumes gegraben wird. Ungewöhnlich ist, dass das Weibchen die Höhle offenbar selbst gräbt. Dies ist für Papageien verhältnismäßig ungewöhnlich, kommt aber auch beim Maskenzwergpapagei vor, der ebenfalls eine Papageienart der subtropischen und tropischen Wälder ist. Rotkopfpapageien sind auch schon bei Paarfütterungen beobachtet wurden.

## Belege

## Weblink
- Geoffroyus geoffroyi in der Roten Liste gefährdeter Arten der IUCN 2013.2. Eingestellt von: BirdLife International, 2012. Abgerufen am 26. Dezember 2013.